# Činžovní dům Divišova čp. 775
Činžovní dům Divišova čp. 775 je třípatrový obytný dům v Divišově ulici v Hradci Králové.

## Investor
Královéhradecký architekt Václav Rejchl ml., který s rodinou bydlel v Kotěrově ulici v Hradci Králové, v domě čp. 720, se ve dvacátých letech 20. století věnoval kromě své architektonické a projekční praxe také obchodu s realitami. Parcelu čp. 775 v Divišově ulici koupil jako investici a nechal zde vybudovat obytný dům.

## Historie
Stavební povolení bylo vydáno 6. října 1928 a stavba byla předána do užívání 15. prosince 1929. Stavba byla povolena pod podmínkou, že její hlavní okapová římsa v uličním průčelí bude realizována ve stejné výšce a podobné mohutnosti jako u sousedního Paláce První české vzájemné pojišťovny. Součástí stavebního povolení byla také povinnost investora na vlastní náklady zřídit před domem pět metrů široký chodník.

## Architektura
Dům je navržen jako třípatrový, s obytným podkrovím, podsklepený. Fasáda je prostá, jejím nejnápadnějším prvkem je polygonální arkýř, který se táhne přes první a druhé poschodí a ve třetím je zakončen balkonem. Fasáda je členěna lizénovými rámci. Střecha je sedlová a vystupuje z ní podlouhlý arkýř.
V domě se nacházelo celkem devět bytů. Typicky byly kromě tří až čtyř obytných pokojů vybavené kuchyní, spíží, pokojíkem pro služku, koupelnou s toaletou, balkonem orientovaným do dvora a sklepní kójí v suterénu domu. Pouze suterénní byt pro domovníka byl jen jednopokojový, neměl pokoj pro služebnou ani balkon a chyběla také koupelna.
Původní podoba fasády z roku 1929 měla dva odstíny – tmavším byl proveden arkýř, lizénové rámce a meziokenní pole.
Geometrické tvary arkýře a zkosené ostění hlavního portálu a balkonových dveří v nejvyšším patře odkazují k inspiraci kubismem. V hlavním průjezdu z Divišovy ulice se nachází architektonickýprvek tvořený vystupujícími a ustupujícími pásy omítky, které s využitím denního světla vytvářejí pozoruhodnou kombinaci světla a stínů.